# Stopplaats Breezand
Stopplaats Breezand (geografische afkorting Brz) is een voormalige stopplaats aan de staatslijn K tussen Amsterdam Centraal en Den Helder. De stopplaats van Breezand was geopend van 1 april 1914 tot 15 mei 1938 en vermoedelijk ook tijdens de oorlogsjaren. Het haltegebouw uit 1914 werd in 1970 gesloopt.